# Indigofera zenkeri
Indigofera zenkeri är en ärtväxtart som beskrevs av Baker f. Indigofera zenkeri ingår i släktet indigosläktet, och familjen ärtväxter. Inga underarter finns listade i Catalogue of Life.